# إرين أوزن
إرين أوزن (بالتركية: Eren Özen)‏ هو لاعب كرة قدم تركي في مركز الوسط، ولد في 7 أغسطس 1983 في مدينة بورصة في تركيا. لعب مع ألانيا سبور وأوردو سبور وأوفتاس سبور وبالق أسير سبور وغازي عنتاب بي.بي.كي وغنتشلربيرليغي وهاتاي سبور.

## وصلات خارجية
- إرين أوزن على موقع اتحاد تركيا (لاعب) (الإنجليزية)
- إرين أوزن على موقع قاعدة بيانات كرة القدم.إي يو (الإنجليزية)
- إرين أوزن على موقع Soccerway.com (الإنجليزية)
- إرين أوزن على موقع عالم كرة القدم.نت (الإنجليزية)